# Raúl Justiniano
Miguel Raúl Justiniano Abella (ur. 22 września 1977 w Santa Cruz) – boliwijski piłkarz grający podczas kariery na pozycji pomocnika.

## Kariera klubowa
Raúl Justiniano karierę piłkarską rozpoczął w klubie Club Blooming. W 1998 roku zadebiutował w jego barwach w pierwszej lidze boliwijskiej. Z Bloomingiem dwukrotnie zdobył mistrzostwo Boliwii w 1998 i 1999.
W latach 2002–2003 przebywał na wypożyczeniu w lokalnym rywalu - Oriente Petrolero. W 2004 był zawodnikiem Universitario Sucre, 2005 Jorge Wilstermann, a w 2006 Club Bolívar. Z Bolívarem wygrał turniej mistrzowski Clausura w 2006.
W 2007 był zawodnikiem Realu Mamoré, w 2008 Guabirá, a w 2009 La Paz FC. Karierę zakończył w 2010 w klubie Real América Santa Cruz.

## Kariera reprezentacyjna
W reprezentacji Boliwii Justiniano zadebiutował 28 kwietnia 1999 w towarzyskim meczu z Chile. W 1999 po raz pierwszy uczestniczył w Copa América. Na turnieju w Paragwaju był rezerwowym i nie wystąpił w żadnym meczu. W tym samym roku uczestniczył również w Pucharze Konfederacji 1999. Na turnieju w Meksyku Justiniano wystąpił w meczu z Egiptem.
W 2001 po raz drugi wystąpił na turnieju Copa América. Na turnieju w Kolumbii Justiniano wystąpił w meczu z Kostaryką.
Ogółem w kadrze narodowej od 1999 do 2008 rozegrał 26 meczów, w których zdobył bramkę.